# Las canciones del agua
Las canciones del agua es el título del décimo álbum del grupo granadino Los Planetas, publicado el 21 de enero de 2022. El título fue adelantado por Jota, el cantante del grupo, el 17 de septiembre de 2021, en un concierto del ciclo  Les Nits del Fòrum (Barcelona). El disco recoge nueve canciones, seis de ellas ya publicadas como sencillo entre 2020 y 2021.
Las canciones del agua, título extraído de uno de los versos del poema El manantial de Federico García Lorca escrito en 1919 y que el grupo musica para abrir el álbum, se articula en dos bloques “temporalmente autónomos”, uno local y otro global: Granada y el mundo:
- La parte granadina se refleja en los cuatro primeros temas: la adaptación de El manantial de Federico García Lorca, las versiones de Se quiere venir de Khaled y La morralla de Carlos Cano (los tres artistas granadinos) y Alegrías de Graná (ya publicada como single).

- El segundo bloque recopila cinco de las canciones editadas por el grupo durante la pandemia de la COVID-19: La nueva normalidad, El negacionista, El rey de España, El apocalipsis zombie y El antiplanetismo.

El grupo grabó una versión de  La torre de la vela del grupo 091 para el bloque granadino, aunque finalmente no se incluye en el disco porque "no cabía en el vinilo". La adaptación aparecerá en el sencillo Se quiere venir y en el recopilatorio El ombligo del mundo (2022, disco a favor de la Fundación Escuela de Solidaridad, en el que grupos de Granada hacen versiones de otros grupos de la misma ciudad.
Sobre el disco Jota, el cantante y principal compositor del grupo, y Florent Muñoz, su guitarrista, declaran que "nace del contexto más chungo posible" (la pandemia de COVID-19). "De repente, se cancelan los conciertos, la vida social. Te ves encerrado en tu casa, sin poder salir a la calle, en una situación de desesperación total". "Y así en todo el planeta. Como una bofetada al sistema, a una realidad a la que no sé si volveremos. El disco refleja muy bien las circunstancias en las que se ha grabado. En las pocas oportunidades que tuvimos de reunir a toda la banda grabamos el máximo de canciones posibles".
En origen, la banda había "planeado grabar el disco con un productor, con Gonzalo García Pelayo, un productor clásico de los años 70, pero todo eso se perdió cuando empezó la pandemia. Y abrimos la vía esta más urgente, como hacen los traperos, que van subiendo las canciones conforme las vas haciendo. Meterlas en un mixtape o algo así".
Las canciones del agua es el primer álbum en la historia del grupo que llega al primer puesto de ventas en la lista de álbumes española.

## Reconocimientos
En las listas de mejor disco nacional del año, fue elegido décimo por la revista Rockdelux y décimo cuarto por la revista Muzikalia. Por su parte, El manantial es elegida como una de las mejores canciones del año por Muzikalia, la tercera por Rockdelux y la trigésimo cuarta por Jenesaispop.
El disco se candidata a los Premios MIN 2023 (Premios de la Música Independiente) en las siguientes categorías: canción del año (El manantial), mejor artista, mejor directo por Tomavistas Extra Festival 2022, mejor álbum de rock, mejor producción musical, mejor diseño gráfico y mejor letra original (Alegrías de Graná).

## Listado de canciones

### Edición enCD
1. El manantial 12:23
2. Se quiere venir 3:02
3. Alegrías de Graná 3:30
4. La morralla 3:41
5. La nueva normalidad 5:59
6. El negacionista 3:41
7. El rey de España 3:44
8. El Apocalipsis zombie 4:26
9. El antiplanetismo 4:45

### Edición envinilo
El disco tiene dos ediciones: una en vinilo negro y la otra, limitada a 2.000 copias, en vinilo transparente.
| Cara A 1. El manantial 12:23 2. Se quiere venir 3:02 3. Alegrías de Graná 3:30 4. La morralla 3:41 | Cara B 1. La nueva normalidad 5:59 2. El negacionista 3:41 3. El rey de España 3:44 4. El Apocalipsis zombie 4:26 5. El antiplanetismo 4:45 |

## Sencillos
| Orden | Título              | Fecha de Edición | Discográfica     |
| ----- | ------------------- | ---------------- | ---------------- |
| 1     | La nueva normalidad | 2020             | El Ejército Rojo |
| 2     | El rey de España    | 2021             | El Ejército Rojo |
| 3     | El antiplanetismo   | 2021             | El Ejército Rojo |
| 4     | Se quiere venir     | 2022             | El Ejército Rojo |

## Créditos
Producido por Los Planetas.
Jota: música en 1, 3, 5, 6 , 7, 8 y 9, letra en 3 (con frases extraídas del cancionero popular), 5, 7, 8 y 9. Federico García Lorca: letra en 1. Jalid Rodríguez Saoud y Cristian Tapia Faria: música y letra en 2. José Carlos Cano Fernández: música y letra en 4. Manuel C. Ferrón: letra en 5.
Grabación y mezcla: (1) en directo en Arco Música. (2, 3 y 4) por Jaime Beltrán en El Refugio Antiaéreo. (5, 7 y 9) por Carlos Díaz en El Refugio Antiaéreo y el Cortijo de Santa María (5) mezclada por Jaime Beltrán en Gismo 7. (6 y 8) por Pablo Sánchez en El Refugio Antiaéreo y estudio Rhema. Asistente de grabación 5, 6, 7, 8 y 9 Miguel Martín. Stem mastering: Jaime Beltrán en Gismo 7. 
J: voz, guitarras, teclados y percusiones. Florent: guitarras. Julián Méndez: bajo. Eric Jiménez: batería. Banin Fraile: teclados. David Montañés: piano (1). Edu Espín: guitarra (2 y 3). Natalia Drago (de Srta. Trueno Negro): bajo (2 y 3) y guitarra (5 y 9), Miguel López: bajo (4), Jaime Beltrán: guitarra (4), Mafo: batería (4), Jimi García: trompeta y fiscorno (5).
Diseño: Javier Aramburu.

## Vídeos promocionales
Se publicaron los siguientes videos promocionales:
- La nueva normalidad, montaje de Adrián Nieto Maesso sobre imágenes públicas extraídas de YouTube.[23]
- El negacionista, imagen de Filip J. Dick con montaje musical y posproducción de Adrián Nieto Maesso, también sobre imágenes públicas extraídas de YouTube.[24]
- Alegrías de Graná, lyric video dirigido por Antonio J. Mairena.[25]
- Se quiere venir, dirigido por Gastón Olmos, Catalina Croci, Facundo Barrionuevo y Miranda Correa Perkins.[26]

## Significado de las canciones e influencias
- El manantial es una adaptación del poeta granadino Federico García Lorca.[2][4] Jota comenta  que conoció "el poema hace unos años, siete u ocho, no más, y he ido dándole vueltas desde entonces. Durante el confinamiento terminó de brotar. Es un poema muy musical, como Lorca, y con una métrica potentísima. Y David Montañés, muy lorquiano. Al principio, hice un arreglo para cuerdas que compartí con él para que lo transcribiera, con la intención de grabarlo después con todo el grupo y trío de cuerdas, pero cuando empezamos los ensayos para la gira en formato esencial nos dimos cuenta de que funcionaba perfectamente solo con el piano y las guitarras".[7] La canción iba a ser publicada como single, "pero no cabía en uno porque es muy larga".[13]

- Se quiere venir es una versión del tema del mismo título del trapero granadino Khaled, con producción de Paul Marmota,[5] incluida en la mixtape La tentación del bloque (La Bendición, 2020).[2] Jota dice "yo no tenía conocimiento de ellos. Los descubrí en YouTube, cuando empezaron a colgar sus cosas. Creo que es una escena muy interesante. Hemos hecho Se quiere venir con un ritmo diferente a la original. Hay algunos cambios ligeros, para darle un tono más personal”.[6]

- Alegrías de Graná es presentada en la nota promocional de esta forma: "Los Planetas ni inventan ni perfeccionan las alegrías de Granada, pero inventan y perfeccionan al mismo tiempo un palo, que es pop cambiao y juguetillo de Granada". Jota declara que la canción "está tocada por un guitarrista flamenco, Edu Espín, que es el hijo de Carmen Linares y trabaja mucho con Soleá Morente. Es voz, palmas y guitarras, unas alegrías tradicionales. Una canción de rock tocada con un compás de alegrías. Al final el rock and roll y el flamenco son parecidos porque es música de guitarras. Partes de la letra están sacadas del cancionero popular".[6][27]

- La morralla es una versión de La morralla (tanguillo) del también granadino cantautor Carlos Cano (A la luz de los cantares, Movieplay, 1977).[2][5] Jota declara que "esta canción me ha acompañado toda la vida. De pequeño, con seis o siete años, escuchaba en Radio Granada La murga de los currelantes y La morralla y me encantaban. Hace unos años participé en un homenaje a Carlos Cano en Granada. Jaime Beltrán, Mafo y Miguel López tocaron conmigo aquella noche y grabaron la canción".[7]

- La nueva normalidad: la pandemia provocada por el coronavirus y los altercados raciales en Estados Unidos que siguieron a la muerte de George Floyd sirven de inspiración para el tema.[28] De la nota promocional del sencillo digital se deduce que, efectivamente, su título remite a la nueva normalidad derivada de la pandemia ocasionada por la COVID-19: "lo normal era el bombardeo publicitario contra lo normal. Tenéis que ser todos diferentes, les decíamos. Exactamente igual de diferentes (...). Después, ya sabes, el virus. Perfil bajo. Ellos en casa y nosotros a descansar y disfrutar una temporadita, que ya iba tocando".[29]

- El negacionista: de nuevo, siguiendo la nota promocional del single: "(...) Los Planetas regresan con Negacionista música popular contra la propaganda, la incompetencia, el conformismo y la pereza, para decir no. Al estúpido, no. Al malvado, no. Al Estado, no. A las corporaciones, no. A la incertidumbre, no. A la desinformación, no. Al ventajista, no. A la angustia, no. A la disidencia programada, no. Insistiendo con ahínco en su propuesta de retribución proporcional al sistema, Los Planetas se ofrecen a dar al César lo que es del César, a Dios lo que es de Dios, a la comunidad lo que es de la comunidad y al capitalismo, que es uno y trino, lo que es del capitalismo: la idea de un mundo plano, arrogancia, fiereza de ánimo y ausencia de compasión. Y, aunque no se lo merezca, un poquito de humor".[30]

- El rey de España, su edición coincide en el tiempo con la entrada en prisión del rapero Pablo Hasél.[31][32] En su nota promocional, titulada ¿Por qué no te callas?,[33] la frase que dijo en 2007 el rey Juan Carlos al por entonces presidente de Venezuela, Hugo Chávez, se habla "del Alto Patrón, mando supremo con derecho de gracia, tan gracioso. Del que convoca y disuelve, arbitra y modera. Del que propone y nombra, expide y confiere. Del que acredita y concede. Del que sanciona y promulga. Del que corresponde. Del que releva, separa y pone fin. Del que declara la guerra y hace la paz. Y el amor. Del que guarda y hace guardar. De ese de bastos, espadas y, sobre todo, de oros y copas. De ese, precisamente de ese, vienen a hablarnos Los Planetas en su nuevo single, El rey de España".[34]

- El apocalipsis zombie, apunta en la nota promocional "los atributos peculiares de los zombis del cine, la televisión, los comics, los videojuegos y la música se inspiran en los síntomas de la rabia: babeos, convulsiones, disfunción cerebral o pérdida de la función muscular. El virus de la rabia es un parásito manipulador que puede controlar la mente de su huésped. La naturaleza está llena de parásitos manipuladores, algo muy frecuente en el reino animal, al que pertenecemos los humanos".[35]

- El antiplanetismo indica en su comunicado promocional las frases "lo hipócrita sería callar o hablar al amparo de la corrección política, de las banderas, de las tendencias. De un salario ruin. Los planetas vuelven para hablar claro y dar que hablar. Después de pensar, después de escuchar. Y vamos a escucharlos. Alertando contra la falta de pensamiento crítico y alentando a recuperar el placer como fin y fundamento de la vida, la real, la que está más acá de las pantallas. El resto sigue siendo cosa tuya".[36]